# Palacio de Blankenhain

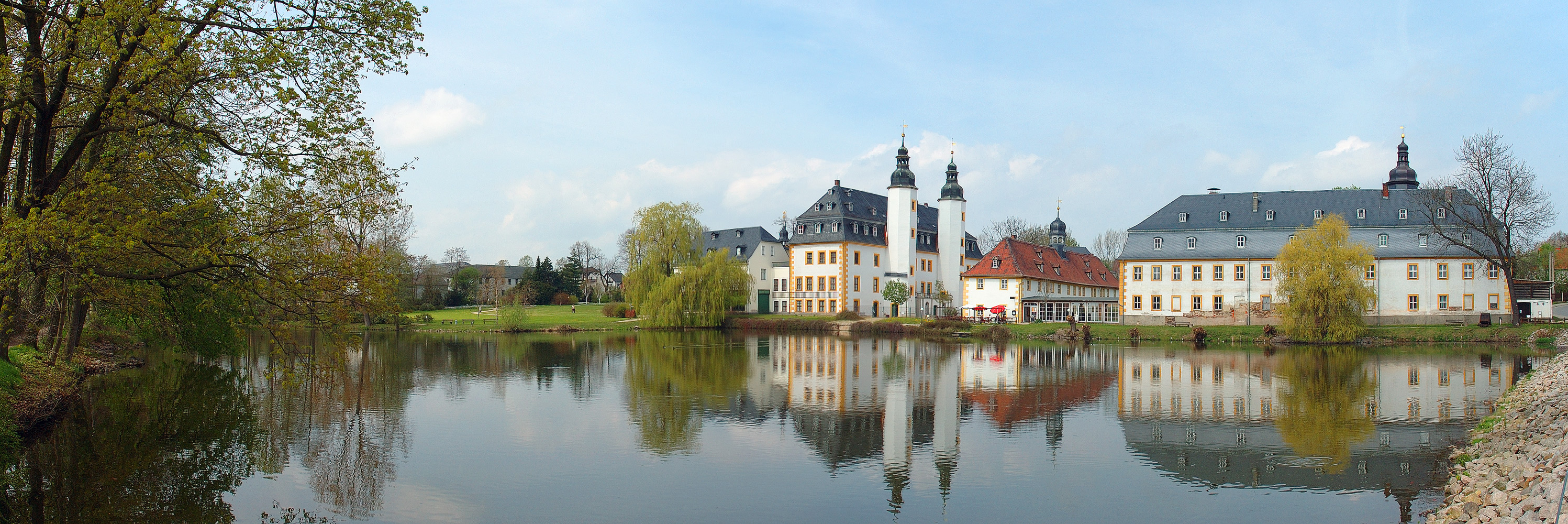
Imagen panorámica del palacio de Blankenhain.

El palacio de  Blankenhain se halla en Blankenhain, cerca de Crimmitschau, en el distrito de Zwickauer Land en Sajonia, Alemania. 
El palacio data del siglo XII. La mitad de éste se incendió en 1661 y fue reconstruido en 1699 (algunas fuentes indican 1700). El palacio adquirió su actual apariencia barroca en 1765 por su cubierta en mansarda y las torres con forma de cúpula. 
Desde 1981, el palacio y sus alrededores sirvieron como un museo al aire libre de la agricultura y vida rural de Alemania entre 1890 y 1990. El museo abarca 11 hectáreas y contiene 60 edificios.